# 1606 год в музыке

## События
- Иоахим Бурмейстер, немецкий теоретик музыки и композитор, издал труд «Musica poetica», трактат о музыкальной композиции, в котором изложил собственное систематическое учение о риторических фигурах.

## Публикации
- Бальтазар Фрич[нем.] — Newe teutsche Gesanng nach Art der welschen Madrigalien на 5 голосов (Лейпциг).
- Агостино Агаццари — сборник мадригалов и мотетов под названием «Духовные песни» (Sacrae cantiones).

## Классическая музыка
- Агостино Агаццари — оратория «Eumelio».

## Родились
- Уильям Чайлд, английский композитор и органист.

## Скончались
- 1 февраля — Гийом Котле, французский композитор и органист (род. ок. 1530 или 1531).
- 9 сентября — Леонард Лехнер, немецкий композитор (род. ок. 1553).

Дата неизвестна
- Ян Троян Турновский, чешский композитор (род. 1550).